# راس القرية (السياني)

تعديل مصدري - تعديل

راس القرية محلة تابعة لقرية عدن الاشلوح، التابعة لعزلة الدامغ بمديرية السياني إحدى مديريات محافظة إب في الجمهورية اليمنية.، بلغ تعداد سكانها 413 حسب تعداد اليمن لعام 2004.